# Hugo Treffnergymnasiet

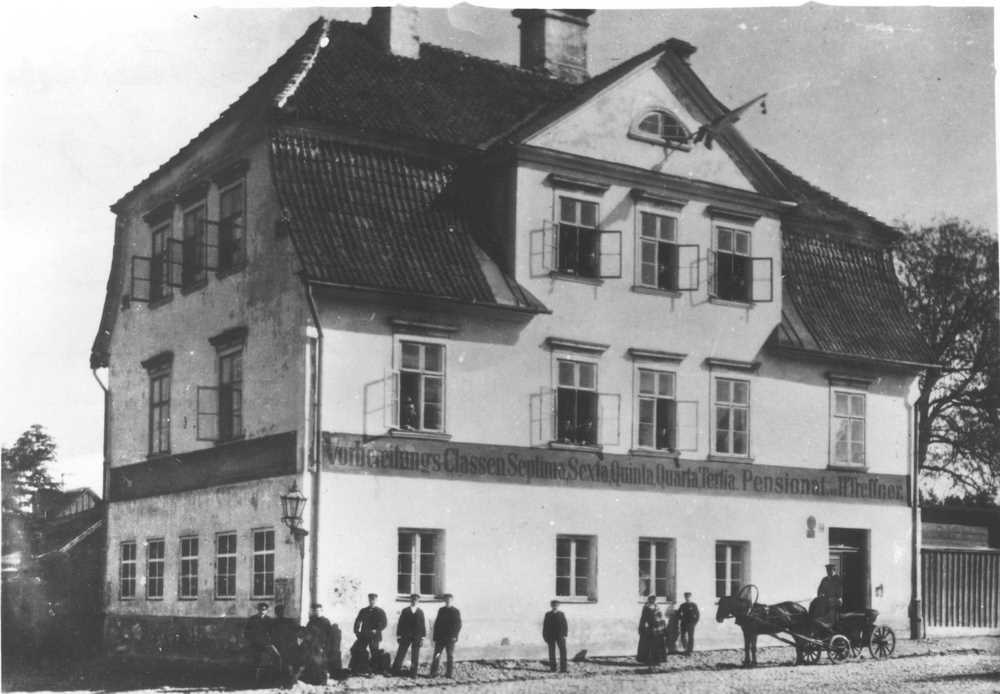
Treffnergymnasiet 1895

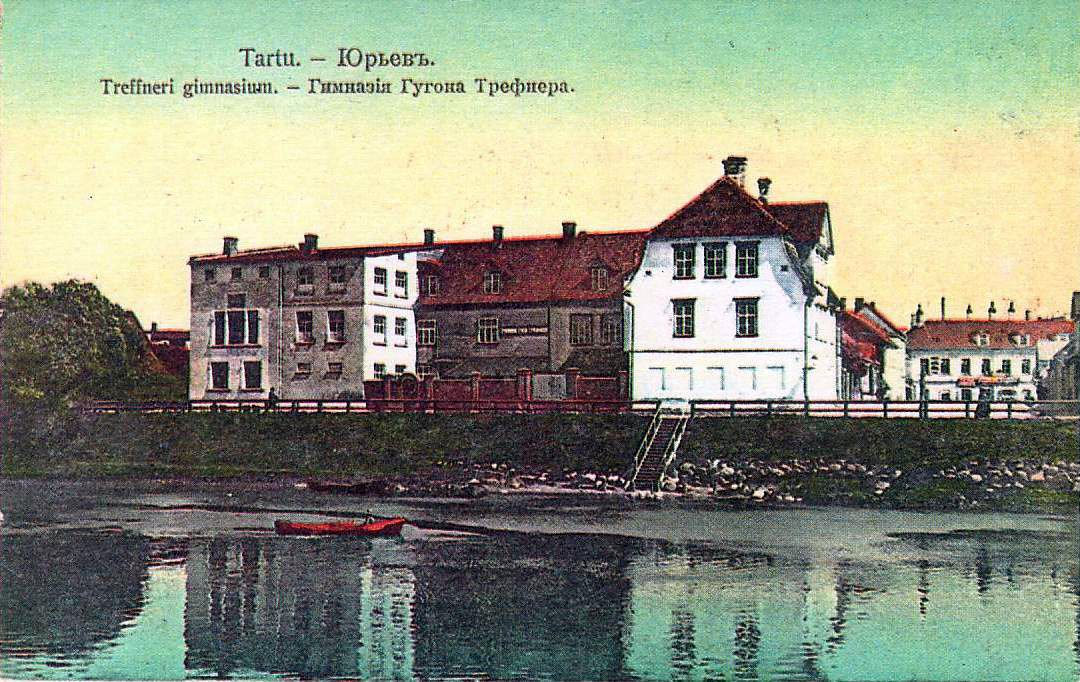
Tidigare skolbyggnad vid stranden av Emajõgi 1910

Hugo Treffnergymnasiet (estniska: Hugo Treffneri Gümnaasium) är ett statligt läroverk i Tartu i Estland, som framför allt är inriktat på utbildning i naturvetenskapliga ämnen. Det var under 1800-talet det enda egentliga gymnasiet i Estland och hade en majoritet av etniskt estniska studerande. 
Hugo Treffnergymnasiet grundades av Hugo Treffner i december 1883. Vid slutet av 1884 hade skolan 65 elever, som undervisades på tyska. Skolan utmärkte sig genom att ge undervisning på sekundärskolenivå till barn från bondemiljö. År 1884 började undervisning på främmande språk i en förberedande klass och skolan blev ett fyraårigt gymnasium. År 1889 ändrades skolans undervisningsspråk till ryska.  
Skolan startade i hyrda lokaler, men 1886 köpte Hugo Treffner ett skolhus, vilket byggdes ut 1887, 1888 och 1906. Denna byggnad, som inrymde skolan till 1919, låg på den plats i Tartu, där det nu står en staty över Hugo Treffner. Den förstördes 1941 i samband med den tyska arméns intåg i Tartu. Skolan utvecklades långsamt mellan 1892 och 1897, då det var missväxt och bondpojkarna lämnade skolan, men därefter steg elevantalet raskt. År 1912 dog Hugo Treffner, varefter den omdöptes till Vladimir Uspenskis privatgymnasium. År 1917 blev Hugo Treffners kusin Konstantin Treffner skolledare.   
Under den tyska ockupationen 1918 bytte skolan undervisningsspråk till estniska, och samma år sammanslogs gymnasiet med Tartus Alexandergymnasium. År 1919 flyttade skolan in i den byggnad, där den fortfarande finns idag.
År 1921 hade gymnasiet drygt ett tusen elever, men elevantalet halverades till början av 1930-talet. Detta hade att göra med att staten då gynnade handelsskolor. Vid den tyska ockupationen 1941 stängdes skolan, men gymnasiedelen återöppnades 1942. År 1954 öppnades skolan för flickor.
Efter Estlands självständighet från Sovjetunionen 1990 återtog skolan sitt gamla namn Hugo Treffner Gümnaasium. Från 1998 har den undervisning som universitetsförberedande gymnasium (10:e till 12:e klass) med antagning av elever baserad på intagningsprov.  